# Dzierzążnia (village)
Pour les articles homonymes, voir Dzierzążnia.
Dzierzążnia (prononciation : [d͡ʑeˈʐɔ̃ʐɲa]) est un village polonais de la gmina de Dzierzążnia dans le powiat de Płońsk de la voïvodie de Mazovie dans le centre-est de la Pologne.
Le village est le siège administratif (chef-lieu) de la gmina appelée gmina de Dzierzążnia.
Il se situe à environ 11 kilomètres à l'ouest de Płońsk (siège du powiat) et à 70 kilomètres au nord-ouest de Varsovie (capitale de la Pologne).

## Histoire
De 1975 à 1998, le village appartenait administrativement à la voïvodie de Ciechanów.